# Saint-François-de-Sales
Saint-François-de-Sales is een gemeente in het Franse departement Savoie (regio Auvergne-Rhône-Alpes) en telt 124 inwoners (1999). De plaats maakt deel uit van het arrondissement Chambéry.

## Geografie
De oppervlakte van Saint-François-de-Sales bedraagt 13,7 km², de bevolkingsdichtheid is 9,1 inwoners per km².
De onderstaande kaart toont de ligging van Saint-François-de-Sales met de belangrijkste infrastructuur en aangrenzende gemeenten.

## Demografie
Onderstaande figuur toont het verloop van het inwonertal (bron: INSEE-tellingen).